# Rex sacrorum
Rex sacrorum (łac. król sakralny) – urząd kapłański w starożytnym Rzymie. Wbrew nazwie, nie była to wcale wysoka ranga kapłanska: rex sacrorum został powołany po wypędzeniu Tarkwiniusza Pysznego i ustanowieniu republiki dla wykonywania tych obrzędów religijnych, które za czasów monarchii należały do obowiązków króla.
Rex sacrorum był wybierany spomiędzy patrycjuszy przez Pontifexa Maximusa. Był to urząd dożywotni i nie można go było łączyć z żadnymi urzędami świeckimi. Instytucja rex sacrorum przetrwała niemal do samego końca starożytnej rzymskiej religii.